# Pietro Giuriati
Pietro Giuriati (Voghera, 9 luglio 1901 – ...) è stato un calciatore italiano, di ruolo centrocampista.

## Carriera
Segna i due gol con l'Inter nella sconfitta del 16 ottobre 1921 per 7-2 contro il Pisa e nella sua ultima partita persa 2-1 contro il Genoa.

## Statistiche

### Presenze e reti nei club
| Stagione        | Club            | Campionato      | Campionato | Campionato |
| Stagione        | Club            | Comp            | Pres       | Reti       |
| --------------- | --------------- | --------------- | ---------- | ---------- |
| 1921-1922       | Inter           | Prima Divisione | 2          | 2          |
| Totale Inter    | Totale Inter    |                 | 2          | 2          |
| Totale carriera | Totale carriera |                 | 2          | 2          |